# Astragalus sabuletorum
Astragalus sabuletorum är en ärtväxtart som beskrevs av Carl Friedrich von Ledebour. Astragalus sabuletorum ingår i släktet vedlar, och familjen ärtväxter. Inga underarter finns listade i Catalogue of Life.